# Appenzell Innerrhoden
| Appenzell Innerrhoden     |                    |
| \| Grb kantona \|         |                    |
| Položaj u Švicarskoj      |                    |
|                           |                    |
| Podaci                    |                    |
| Glavni grad               | Appenzell          |
| Pristupanje konfederaciji | 1513.              |
| Skraćenica                | AI                 |
| Stanovništvo              | 15.300 stan.       |
| Popis                     | 31. prosinca 2006. |
| Površina                  | 173 km²            |
| Gustoća                   | 88 stan./km²       |
| Br. općina                | 6                  |
| Jezici                    | njemački           |
| Zemljovid kantona         |                    |
|                           |                    |
| Grb kantona               |                    |

Kanton Appenzell Innerrhoden (francuski: Appenzell Rhodes-Intérieures, talijanski: Appenzello Interno, retoromanski: Appenzell Dadens) je kanton na sjeveroistoku Švicarske.

## Zemljopis
Ovo je najmanji kanton u Švicarskoj prema broju stanovnika i drugi najmanji prema površini (manji je samo Basel-Stadt). Appenzell Innerrhoden graniči s kantonima Appenzell Ausserrhoden i St. Gallen. Najviši vrh kantona je Säntis ( 2502 m) koji se nalazi na tromeđi ovih kantona.

### Politička podjela
Ovaj kanton se dijeli u šest distrikta koji imaju funkciju općina. To su:
- Appenzell, 5706 stan. (2006.)
- Rüte, 3118 stan. (2006.)
- Schwende, 2068 stan. (2006.)
- Oberegg, 1861 stan. (2006.)
- Gonten, 1425 stan. (2006.)
- Schlatt-Haslen, 1122 stan. (2006.)

Također postoji i posebna općina Feuerschaugemeinde koja je namijenjena vatrogastvu.

## Povijest i politika
Ovaj kanton nastao je podjelom kantona Appenzell na dva dijela. Podjela se dogodila 1597. godine iz vjerskih razloga. Kanton je dobio ustav 1872. godine.
Ovo je jedan od dva kantona u Švicarskoj u kojem još djeluje opća skupština (Landsgemeinde) na kojoj se na trgu u gradu Appenzellu okupljaju građani kantona i izglasavaju zakone. Sve do 1990. žene nisu imale pravo glasa na skupštini, nego im je tek odlukom švicarskog vrhovnog suda ta mogućnost dana.

## Gospodarstvo
Glavne poljoprivredne aktivnosti su stočarstvo i mljekarstvo. U Švicarskoj je vrlo poznat sir iz ovog kantona.
Mnoga vozila u Švicarskoj registrirana su u ovom kantonu zbog malih nameta na automobile.

## Vanjske poveznice
- (njem.)(engl.)Službena stranica kantona Nidwalden